# ビッチ生徒会長のいけないお仕事
『ビッチ生徒会長のいけないお仕事』は、softhouse-sealより2014年7月11日に発売された18禁美少女アドベンチャーゲーム。

## あらすじ
日本の18禁美少女アドベンチャーゲームに関心を抱くイザベラは両親の反対を押し切って日本へ留学する。当初の期待とは異なる現実に落胆するが、自らが生徒会長になり、"改革"に取り組む。

## 登場人物
ビビッチ＝イザベラ＝ヴィクトリア
声 - ヒマリ
スリーサイズ：B100（G）/ W60/ H84
日本のサブカルチャーが大好な西欧の小さな国の姫君。知識はゲームから得た知識で実技の経験はない。
サリナ＝フォン＝ルクテンベルク
声 - 飯野汐里
スリーサイズ：B77（A）/ W54/ H76
イザベラのボディーガード兼お目付け役で頭の回転が早く、運動神経も抜群だが、貧乳を気にしていて内心ではイザベラのたわわな胸に羨望の念を抱く。

## 主題歌
Welcome to my dream!!～Are you Ready to Action??～
作詞・作曲：山下航生